# Philippe (film)
Pour les articles homonymes, voir Philippe.
Pour plus de détails, voir Fiche technique et Distribution.
Philippe est un court métrage français écrit et réalisé par Édouard Molinaro en 1958.

## Synopsis
Le jeune Philippe éprouve beaucoup de reconnaissance à l'égard de Maurice et de Marie, le couple qui l'a recueilli à la mort de sa mère. Pour l'heure, il est, en compagnie de Julien, apprenti chez Maurice, qui tient un petit garage à son compte. Ce dernier est un bon patron, qui connaît son métier et sait partager ses connaissances avec les deux jeunes qu'il forme. Malheureusement le brave homme a un talon d'Achille, il boit plus que de raison. Et son caractère s'en ressent : sujet à des coups de gueule de plus en plus fréquents et violents, il mène la vie dure non seulement à Julien et Philippe mais aussi à sa femme, laquelle ne parvient pas à le raisonner. Même les clients, jusque-là satisfaits des services de Maurice, le fuient. Quant à la sécurité, elle n'est plus assurée. De fait, l'inévitable se produit alors que Maurice travaille sur le moteur d'un véhicule...

## Fiche technique
- Titre : Philippe
- Réalisation : Édouard Molinaro, assisté de  Jacques Cristobal
- Scénario : Édouard Molinaro, d'après une idée originale de Marie-Louise Roy, avec la collaboration des spécialistes de l'alcoolisme, le docteur Philippe Paumelle (psychiatre) et Pierre Jean
- Photographie : Jean-Louis Picavet
- Caméraman : André Domage
- Assistant-opérateur : Michel Ménard
- Musique : Louis Bessières
- Montage : Denise de Casabianca
- Son : Jean Labussière, assisté de Charles Ackerman
- Enregistrement : Poste Parisien
- Laboratoire : LTC Franay
- Trucages : Lax
- Production : Filmax
- Directrice de production Anne Dastrée
- Format : noir et blanc - 1,37:1 - 35 mm - Son mono
- Genre : drame de l'alcoolisme
- Année de sortie : 
  - France : 1958

## Distribution
- Georges Poujouly : Philippe, un grand adolescent orphelin recueilli par un garagiste dont il est devenu l'apprenti
- Yves Brainville : Maurice, un sympathique garagiste qui sombre dans l'alcoolisme
- Loleh Bellon : Marie, sa femme
- Denise Clair : la tenancière du café
- Jean Dunot
- Yves Arcanel
- Jacques Portet
- Edouard Molinaro (non crédité) : le forain qui tient le stand de tir